# 헬렌 퍼거슨
헬렌 퍼거슨(Helen Ferguson, 1901년 7월 23일 ~ 1977년 3월 14일)는 미국의 배우, 연극 배우, 영화배우이다.

## 영화
- 키드 밀리언스 (1934년)
- 미스 룰루 벳 (1921년)
- 친구 사이 (1920년)